# Извор
Вижте пояснителната страница за други значения на Извор.
Изворът (източник) е място, където Подпочвената вода излиза на повърхността. изворите се различават по сдвоя дебит, по вида си на изливане, температура, химичен състав и др.

## Видове извори, в зависимост от своя дебит
Някои от изворите имат много голям дебит. Такива на първо място са карстовите извори, наречени още врела̀. Най-известните в България са Девненските извори, Глава Панега, „Клептуза“ край Велинград, „Врело“ при села Бяла, Видинско и др. Други извори, обратно – са много малки и се разпознават само по овлажняването на почвата. Едни извори се отличават с постоянен дебит през цялата година, а други, между които и повечето от карстовите извори – голямо непостоянство на водите си. В ранна пролет, когато се топят снеговете и по време на обилните пролетни валежи, дебитът им силно нараства. Още праз лятото с настъпване на горещините и на продължителните засушавания, той намалява. изключение правят карстовите извори, които събират водите си от обширен водосборен басейн и идват от по-дълбоко.

## Видове извори, в зависимост от начина си на изливане
Преди да излезе на повърхността, в едни случаи водата на изворите се спуска надолу, а в други тече нагоре. Във връзка с това наблюдаваме низходящи и възходящи извори.

### Низходящи извори
Низходящите извори от своя страна биват преливни и изливни. При преливните извори подпочвената вода, след като срещне на пътя си водонепропусклива преграда, започва да набира зад нея, докато прелее и даде начало на нов извор. Почти всички карстови извори у нас са преливни. При изливните извори водата, след като първоначално е слизала в дълбочина, променя посоката си и се излива хоризонтално навън.

### Възходящи извори
Водата на възходящите извори в зависимост от дълбочината, от която идва, бива по-топла или по-хладка, но винаги с температура, по-висока от средната температура на мястото, откъдето извират. Такива извори се срещат в райони с нагънати пластове – когато едното бедро на синклиналата остане високо, а другото е изрязано ниско. Водата, която се просмуква в синклиналата, отначало има низходящо движение, а след това започва постепенно да се изкачва, докато излезе на повърхността. Такъв е изворът „Топлик“ край Габрово. Друг виз възходящи извори са разседните. Набраната в земните пластове вода, след като срещне водонепропусклив слой, започва да се изкачва нагоре по разседната линия, докато излезе на повърхността. Повечето от термалните извори са разседни.

## Видове извори, в зависимост от температурата
В зависимост от температурата си изворите се делят на обикновени, студени и топли. Обикновените извори са с температура на водата, равна на средната годишна температура на мястото, от което извират. Студените извори са с температура на водата по-ниска от средната годишна температура на мястото, от което извират. Студените извори се срещат предимно в планините. Топлите извори са с температура на водата по-висока от средната годишна температура на мястото, от което извират. Водите на топлите извори водат началото си от голяма дълбочина, където температурата на земните пластове е по-висока от средната годзишна температура на повърхността или от вулкански и тектонски активни райони. извънредно богати с топли извори са вулканските райони на Исландия, Нова Зеландия, Камчатка, Йелоустоунския парк в Северна Америка и т.н. Повечето от минералните извори в България водят началото си от райони, известни със своя нестабилен в тектонско отношение характер. Те имат твърде различни температури: от температура, по-ниска от тази на човешкото тяло до температури, убийствени за живия организъм (над 80°С). Най.богати на топли извори е Южна България (Сапарева баня – 86°С, Санданска – 82°С, село Сапарево – 101,2°С.

## Видове извори, в зависимост от химичния състав
Изворите в зависимост от химичния си състав се наричат минерални води. Те се отличават от другите видове извори с по-голямото си съдържание на разтворени минерални вещества. Според температурата си минералните извори са топли или обикновени, а по състав са варовити, солени, серни, кисели, алкални и др. Варовитите и солените извори обикновено имат по-ниски температури, а останалите са предимно топли. Топлите минерални извори преобладават във вулканските и в тектонските активни райони, варовитите – в карстовите терени, солените – в районите с подземни залежи на каменна сол. В България към варовитите води спадат водите на карстовите извори, а към солените – солените извори в Провадийско. Някои от минералните извори са с по-сложен химичен състав, но по температура се доближават до обикновените извори. Такъв е например Нареченският минерален извор, чиято вода по температура не се отличава от обикновената вода за пиене.
Свещените извори в България и на Балканите се наричат аязмо, а водата от аязмото се смята за лековита и чудотворна.

## Други
На изворите е наречени улица в квартал „Горна баня“ и вилна зона „Горна баня“ (Карта) и друга в квартал „Обеля“ (Карта) в София (Карта).